# Серебротербий
Серебротербий — бинарное неорганическое соединение, интерметаллид
тербия и серебра
с формулой AgTb,
кристаллы.

## Получение
- Сплавление стехиометрических количеств чистых веществ:

{\displaystyle {\mathsf {Tb+Ag\ {\xrightarrow {1145^{o}C}}\ AgTb}}}

## Физические свойства
Серебротербий образует кристаллы
кубической сингонии (примитивная решётка), пространственная группа P m3m, параметры ячейки a = 0,3625 нм, Z = 1,
структура типа хлорида цезия CsCl
.
Соединение конгруэнтно плавится при температуре 1145 °C.